# Monhystera gracilicauda
Monhystera gracilicauda är en rundmaskart som beskrevs av Stekhoven 1950. Monhystera gracilicauda ingår i släktet Monhystera och familjen Monhysteridae. Inga underarter finns listade i Catalogue of Life.